# Kjugekull
Kjugekull este o arie protejată (arie specială de conservare — SAC, sit de importanță comunitară — SCI) din Suedia întinsă pe o suprafață de 11,6 ha, integral pe uscat.

## Localizare
Centrul sitului Kjugekull este situat la coordonatele 56°04′28″N 14°22′00″E / 56.0745°N 14.3666°E.

## Înființare
Situl Kjugekull a fost declarat sit de importanță comunitară în decembrie 1995 pentru a proteja 1 specie de plante. Situl a fost protejat și ca arie specială de conservare în martie 2011.

## Biodiversitate
Situată în ecoregiunea continentală, aria protejată conține 5 habitate naturale: Pășuni din zone de pădure fino-scandinave, Pajiști uscate europene, Formațiuni de Juniperus communis pe lande sau pajiști calcaroase, Păduri de fag Luzulo-Fagetum, Roci stâncoase cu vegetație pionieră de Sedo-Scleranthion sau Sedo albi-Veronicion dillenii.
La baza desemnării sitului se află o specie protejată de  plante: Dianthus arenarius subsp. arenarius.